# Нэнси Дрю. Дело № 2: Опасные связи
«Нэнси Дрю. Дело № 2: Опасные связи» (англ. Nancy Drew Dossier: Resorting to Danger) — компьютерная игра. Создана в 2009 году компанией Her Interactive. Вторая игра серии «Нэнси Дрю. Дело» в стиле hidden objects.

## Игровой процесс
Издатели решили впервые предоставить право выбора террориста: игроку предстоит решить кого же подозревать в первую очередь. В дальнейшем планируется несколько ветвей сюжета.
Работая под прикрытием ассистента предстоит выполнять различные задания разного уровня сложности. Процедуры для лица, разгадка молекулярно-цветового кода и конечно же обезвреживаение бомб — как дополнительные головоломки и задания к сюжету игры. При наборе 200.000 баллов открываются специальные титры, с замечательной собачкой — мистером Минглсом.

## Сюжет
Неизвестный преступник угрожает взорвать эксклюзивный салон красоты, услугами которого пользуются многие голливудские знаменитости. Неизвестно: шутка, или его намерения предельно серьёзны. Нэнси Дрю берёт за расследование этого дела, для чего её придётся работать под прикрытием в модном салоне.